# Verbotene Bräute gesichtsloser Sklaven im geheimen Haus der Nacht grausiger Gelüste
Verbotene Bräute gesichtsloser Sklaven im geheimen Haus der Nacht grausiger Gelüste (Originaltitel: Forbidden Brides of the Faceless Slaves in the Nameless House of the Night of Dread Desire) ist eine im Jahr 2004 veröffentlichte Kurzgeschichte des englischen Autors Neil Gaiman.

## Inhalt
Die Geschichte spielt auf zwei Handlungsebenen: In der Binnenerzählung flieht die junge  Amelia Earnshawe vor Ghulen in eine alte Villa. Dort findet sie heraus, dass zwischen ihrer Familie und den Ghulfürsten ein Abkommen existiert, auf Grund dessen die Earnshawes den Ghulen „Bräute“ bringen müssen. Die Erzählung endet mit der Bitte eines Ghuls, als Beilage zu den Bräuten „diese kleinen leckeren Brötchen“ zu erhalten.
Die Rahmenhandlung handelt von einem jungen Schriftsteller, dessen Name aber nicht genannt wird. Schon bald wird deutlich, dass der Schriftsteller die Geschichte um Amelia Earnshare zu Papier bringt, dabei aber verzweifelt, weil sich an allen Ecken und Enden ungewollt Humor einschleicht. Der Autor tauscht sich mit seinem Butler und der Kammerzofe aus. Immer wieder betont er, in seinem Roman eine naturgetreue Darstellung der Welt abgeben zu wollen, was ihm aber nicht gelinge. In der Welt des namenlosen Autors ereignen sich derweil Dinge, die man gemeinhin als phantastisch bezeichnen würde: Ein sprechender Rabe erscheint, unter dem Dach rasselt Tante Agathe mit ihren Ketten, der totgeglaubte Bruder des Schriftstellers kehrt zurück und liefert sich mit diesem ein Duell auf Leben und Tod.
Endlich entschließt sich der junge Schriftsteller, seinen „lebensnahen“ Roman über die Bräute der Ghule unvollendet zu lassen. Er beginnt, eine neue Geschichte zu schreiben, und sich damit – wie er meint – ins Reich der Phantastik zu begeben. Die „phantastische“ Geschichte beginnt damit, dass Amelia Earnshawe Vollkornbrot toastet und dabei ihren Mann George Earnshawe betrachtet, der Zeitung liest und bald ins Büro gehen wird.
Der Autor geht vollkommen in seiner Arbeit auf; er hat seine Berufung als Phantastik-Schriftsteller gefunden.

## Entstehung und Veröffentlichungen
Die erste Fassung von Verbotene Bräute … entstand im Jahr 1983. Gaiman gab das Manuskript anschließend einigen Menschen zu lesen, deren Meinung er schätzte. Diese beurteilten die Geschichte als „witzigen Blödsinn“ (“facetious rubbish”), den niemand veröffentlichen würde. Zwanzig Jahre später wurde Gaiman gebeten, eine Geschichte für eine Gothic-Anthologie zu verfassen. Gaiman erinnerte sich des alten Manuskripts, holte es wieder hervor und befand es für gut. Nachdem Gaiman den Ursprungstext etwas überarbeitet hatte, erschien Verbotene Bräute … im Jahr 2004 in der Anthologie Gothic! Ten Original Dark Tales.
2005 wurde Verbotene Bräute … mit dem Locus Award für die beste Kurzgeschichte ausgezeichnet. Im darauf folgenden Jahr wurde die Geschichte in Gaimans Kurzgeschichtensammlung Fragile Things: Short Fictions and Wonders veröffentlicht. Die deutsche Übersetzung Verbotene Bräute gesichtsloser Sklaven im geheimen Haus der Nacht grausiger Gelüste erschien 2010 in der Sammlung Zerbrechliche Dinge: Geschichten & Wunder bei Klett-Cotta.